# Domaszków
Domaszków (IPA: [dɔˈmaʂkuf], in tedesco Ebersdorf fino al 1945) è un villaggio nel comune urbano-rurale di Międzylesie, all'interno del distretto di Kłodzko nel Voivodato della Bassa Slesia, nella Polonia sud-occidentale.
È situato a circa 8 km a nord di Międzylesie, 25 km a sud di Kłodzko e 105 km a sud di Breslavia. Il villaggio ha una popolazione di 1 156 abitanti.
Ha dato i natali al sacerdote tedesco Ernst Hoffmann (1840-1889), amministratore e Gran Decano dell'allora contado di Glatz.

## Posizione
Domaszków è un villaggio strada di circa 5,5 km situato lungo il torrente Domaszkowski, al confine tra il bacino di Bystrzyca Kłodzka e l'altopiano di Międzylesie, a un'altitudine compresa fra i 390 e i 475 m s.l.m.

## Storia
La prima menzione relativa a Domaszków risale al 1254, quando il paese fu compreso nel territorio del castello di Szczerba (noto come Śnielin nel 1337). Tra il 1419 e il 1434, a causa della sua posizione sulla rotta dalla Slesia alla Boemia dove avvennero le guerre hussite, il villaggio attraversò un quindicennio di grande sofferenza.
Tra il XV e il XVII secolo il villaggio appartenne alla Corona e nel 1684 fu acquistato dalla famiglia Althann. Nel 1840 Domaszków passò in proprietà a Marianna d'Orange: all'epoca vi erano nel villaggio una chiesa parrocchiale, diversi mulini ad acqua, frantoi, un birrificio, una distilleria e laboratori tessili.
Nel 1875 fu costruita una stazione ferroviaria e il paese acquisì importanza turistica come punto di partenza per i visitatori diretti al massiccio dello Śnieżnik e ai monti Bystrzyckie.

### Lagminadi Domaszków
Domaszków fu un comune (gmina) in due periodi distinti della storia amministrativa della Polonia: istituita inizialmente il 28 giugno 1946, continuò ad esistere fino al 29 settembre 1954, venendo poi ricostituita il 1º gennaio 1973 e operante fino al 2 luglio 1976. Durante questi periodi, Domaszków fece parte del voivodato di Breslavia e, successivamente, del voivodato di Wałbrzych. Nel 1952 la gmina comprendeva quattro gromady: Długopole Górne, Domaszków, Gniewoszów e Nowa Wieś; venne abolita la prima volta nel 1954 a causa di una riforma amministrativa che introdusse le gromady al posto delle gminy, e poi di nuovo nel 1976, con i suoi territori incorporati nelle gminy di Bystrzyca Kłodzka e Międzylesie.

## Economia
In passato, nella località era attiva anche un'azienda agricola statale.